# Осинки (Гороховецький район)
Осинки (рос. Осинки) — присілок у Гороховецькому районі Владимирської області Російської Федерації.
Входить до складу муніципального утворення Фоминське сільське поселення. Населення становить 5 осіб (2010).

## Історія
Присілок розташований на землях фіно-угорського народу мещери.
Від 10 квітня 1929 року належить до Гороховецького району. Спочатку у складі Івановської промислової області, а від 1944 року — Владимирської області.
Згідно із законом від 13 травня 2005 року входить до складу муніципального утворення Фоминське сільське поселення.

## Населення
| 1859 | 1905 | 1926 | 2002 | 2010 |
| ---- | ---- | ---- | ---- | ---- |
| 335  | ↗499 | ↘410 | ↘18  | ↘5   |